# Кридмур (Тексас)
Кридмур (енгл. Creedmoor) град је у америчкој савезној држави Тексас. По попису становништва из 2010. у њему је живело 202 становника.

## Демографија
Према попису становништва из 2010. у граду је живело 202 становника, што је 9 (4,3%) становника мање него 2000. године.
| Група             | 2000.       | 2010.       |
| Белци             | 109 (51,7%) | 85 (42,1%)  |
| Афроамериканци    | 2 (0,9%)    | 0 (0,0%)    |
| Азијати           | 0 (0,0%)    | 0 (0,0%)    |
| Хиспаноамериканци | 100 (47,4%) | 114 (56,4%) |
| Укупно            | 211         | 202         |